# Altingia indochinensis
Altingia indochinensis là một loài thực vật có hoa trong họ Altingiaceae. Loài này được H.T.Chang miêu tả khoa học đầu tiên năm 1961.